# Friedrich Copei
Friedrich Copei (* 29. September 1902 in Lage; † 1945, vermutlich in oder nahe Crossen an der Oder) war ein deutscher Pädagoge.

## Leben und Werk
Copei, dessen Vater früh verstarb, besuchte die Volksschule in Lage und wechselt 1917 zur Präparandenanstalt in Dortmund über. Einen weiteren dreijährigen Kurs absolvierte er am Lehrerseminar zu Detmold, wo er 1923 den ersten Abschnitt seiner Ausbildung zum Volksschullehrer abschloss. Zunächst übernahm er eine Lehrerstelle in Bösingfeld bei Lemgo. Dort knüpfte Copei Kontakte mit dem Kreis um Erik Nölting, wodurch sich Interessen für die Jugendbewegung und innovative Tendenzen der Soziologie entwickelten. Copei trat der SPD bei, ohne aber irgendeine parteiinterne Funktion zu übernehmen. Inzwischen nahm er ein Studium in Münster und Berlin auf. Zur finanziellen Unterstützung unterbrach er es immer wieder durch Rückkehr in den Schuldienst, bis er die Zweite Lehrerprüfung ablegte. Erst danach führte er ununterbrochen sein Studium bis zur Promotion fort.
Bis heute ist Copei durch sein Buch Der fruchtbare Moment im Bildungsprozess bekannt, das im Jahre 1930 erstmals erschien und er als 28-jähriger Doktorand von Eduard Spranger in Berlin verfasst hatte. Er studierte auch beim Gestaltpsychologen Max Wertheimer. Im Vorwort bedankt er sich ausdrücklich für längere Gespräche mit Eberhard Grisebach, Romano Guardini und Hendrik Josephus Pos. Copei analysiert nicht nur „jene eigentümlichen Augenblicke, in denen blitzartig eine neue Erkenntnis in uns erwacht, ein geistiger Gehalt uns packt“ (Copei, 1960, S. 17), sondern auch die Möglichkeit, für ihr Entstehen günstige pädagogische Rahmenbedingungen zu schaffen. Copei beschreibt zunächst mit Bezug auf Edmund Husserls Intentionalitätslehre, wie im intellektuellen, ästhetischen, ethischen und religiösen „Erleben“ eine „umformende Wirkung“ (ebd. S. 100) im Selbst- und Weltverhältnis stattfinden kann. Mit eindrücklichen Beispielen aus der Unterrichtspraxis schildert Copei, wie diese Bildungsprozesse oder -wirkungen erzieherisch über sokratisches Fragen bzw. Mäeutik (ebd., S. 19–27. 128f.) anschaulich inszeniert werden können.
Copei wurde 1931 als Dozent an die Pädagogische Akademie Dortmund berufen, musste aber 1933 an die Pädagogische Akademie Kiel wechseln. Dort wurde er 1934 als religiöser Sozialist und wegen seiner Mitgliedschaft in der SPD entlassen. Copei war von 1934 bis 1939 selbst als Volksschullehrer in Haustenbeck tätig. 1953 wurde ihm posthum der Professorentitel verliehen.
Besonders bekannt geworden ist sein der Praxis des Volksschulunterrichts entnommenes Beispiel der Milchbüchse (Copei, 1960, S. 103–105): Auf einer Schulwanderung rätseln die Kinder, warum keine Milch aus einer Dose fließt, wenn man nur ein einziges Loch in sie bohrt. Ein zweites Loch bringt die Milch zum Fließen – aber nur, solange man die Dose schräg hält. Wie kommt das? Mit dezenten, aber gezielten Eingriffen des Lehrers wird der sich eigentlich zufällig ergebende fruchtbare Moment im Bildungsprozess genutzt. Den Kindern wird „keine Mühe, aber auch keine Spannung und Freude verkürzt“ (Copei, 1960, S. 105); sie finden letztlich selbst die Antwort auf ihre durch die Sache vorangetriebenen Fragen. Die moderne Theorie des Entdeckenden Lernens knüpft hier an.
Copei wurde 1939 erst Heerespsychologe, ab 1943 war er Filmreferent bei der Reichsanstalt für Film und Bild. Ende Januar 1945 wurde er 42-jährig noch zum Kriegsdienst einberufen. Im Geleitwort zur 1949 postum erschienenen zweiten Auflage von "Der fruchtbare Moment im Bildungsprozess" berichtet Copeis Weggefährte Hans Sprenger: „Aus diesen Tagen liegt aus Crossen an der Oder eine letzte Nachricht von seiner Hand vor. Dann wird ihn bald der Tod hingenommen haben.“
Eine Hauptschule in Schlangen (Nordrhein-Westfalen) trug den Namen Friedrich Copeis bis zu ihrer Auflösung 2018.

## Zitat
„Wo die Selbstverständlichkeiten unter einem Anstoß erschüttert werden und zerbrechen, erwacht die gespannte Frage. Diese drängt, in methodischer Weise sich einen Weg durch die Gegebenheiten bahnend, analysierend, ordnend und kombinierend auf die Lösung zu. Die Lösung aber taucht, vor allem bei geistigen Neuleistungen, oft erst durch eine Zeitspanne davon getrennt, im ‘fruchtbaren Moment’ auf, ist jedenfalls noch von anderen Faktoren als von Intention und Anstrengung abhängig. Die Vollendung der geistigen Leistung liegt erst bei der Einbettung des im ‘fruchtbaren Moment’ Erfaßten, in der Eingliederung in den allgemeinen geistigen Bestand.“ (Copei, Der fruchtbare Moment im Bildungsprozeß, 1930, S. 60)

## Bibliographie seiner Bücher und Aufsätze
- Bibliographie. In: Volker Wehrmann: Friedrich Copei 1902 – 1945. Dokumente seiner Forschungen aus Pädagogik, Schule und Landeskunde. Zusammengestellt und bearbeitet von V.W. Detmold: Lippischer Heimatbund 1982, S. 125.

## Monographien
- Der fruchtbare Moment im Bildungsprozess. (Diss. phil. Berlin) Quelle & Meyer, Leipzig 1930 (VII, 134 S., mit Fig.); 5., unveränderte Aufl., eingel. und hrsg. von Hans Sprenger, Quelle & Meyer, Heidelberg 1960 (135 S.) [semikritisch].[3]
- Friedrich Copei - Gedanken eines Volkserziehers. Eingeleitet von Eduard Spranger und Hans Sprenger (Friedrich Copei zum Gedächtnis). Detmold-Hiddesen: Maximilian-Verlag 1948 (79 S.).